# 北京九凤
北京九凤信息科技有限公司，简称北京九凤，是中国大陆一家电子游戏开发商，网元圣唐旗下企业，成立于2014年，实际办公地点分布在北京、台北两地。

## 开发游戏
- 《神舞幻想》（2015年7月16日公布）[2]。官網宣布將於2017年12月7日預售，12月22日則正式推出[3][4]。